# Maria Lantz
Åsa Maria Lantz, född 5 juli 1962 i Lund, är en svensk konstnär, skribent, kurator. Från och med 1 september 2023 är hon adjungerad professor på 20% i konst på Malmö universitet.
Maria Lantz utbildade sig 1982–1983 på International Center of Photography i New York, 1983–1987 på Högskolan för fotografi på Göteborgs universitet och 1996–1997 på arkitekturskolan på Kungliga Konsthögskolan i Stockholm. Hon har varit verksam som fotograf, konstnär, kritiker och lärare. Lantz ingick i redaktionen för Motiv, ett magasin för samtida fotografi och hon har varit knuten till Dagens Nyheter som skribent. Hon var adjunkt och lektor på Kungliga Konsthögskolan i Stockholm där hon var anställd 2000–2012. Kursen Konst&Arkitektur utvecklades under Lantz ledning och flera projekt såsom konferensen och utställningen "Informal Cities" tog form. Från 2008 var hon Kungl. Konsthögskolans prorektor. I juni 2012 tillträdde hon posten som rektor på Konstfack och efter sex år blev hennes mandat förlängt med ytterligare en period (2018–21), därefter med en tredje period fram till augusti 2023.
Maria Lantz har ställt ut på Bucharest Biennalen, på Bildmuseet i Umeå, i Bombay / Prince of Wales Museum, på Norrköpings Konstmuseum. Tillsammans med konstnären Karin Willén har hon gestaltat miljön runt en ny vägsträcka för Åtvidabergs kommun och varit involverad i bokproduktion.
År 2018 blev Lantz JO-anmäld av Academic Rights Watch för "politisk styrning av akademien". Hon svarade med en debattartikel i Universitetsläraren. JO-anmälan lades ner.

## Debatten om Vita havet
Lantz var också rektor under den så kallade Vita havet-debatten och fick kraftig och omfattande kritik för sitt ledarskap. I en granskning av Kalla fakta får också högskolans utredning av fallet skarp kritik. I en artikel i Aftonbladetkommenterade Lantz själv debatten och medgav misstag. 
Maria Lantz är gift med fotografen Mats Bäcker.